# Billy Talent
Billy Talent — канадская рок-группа. Была сформирована под названием Pezz в Онтарио в 1993 году. Состав группы: Бенджамин Ковалевич, Иэн Ди’Сэй, Джонатан Гэллант и Аарон Соловонюк.

## История группы
Изначально Бенджамин Ковалевич и Джонатан Гэллант входили в состав группы «To Each His Own» из города Миссиссога (провинция Онтарио, Канада), в которой Гэллант играл на бас-гитаре, а Ковалевич на ударных. Затем Ковалевич перешёл на вокал, а его место занял Аарон Соловонюк. Позднее к ним присоединился гитарист Иан Ди' Сэй. Так в 1993 году появилась группа Pezz.
В 1998 году группа выпустила первый альбом под названием Watoosh!. Однако появилась некоторая проблема, связанная с правом на название группы, поскольку в Мемфисе (США), уже существовала панк-группа с таким же названием, выпустившая свою первую запись в 1990 году. Канадским Pezz угрожал иск с требованием выплаты компенсации в 5 тысяч долларов США американской звукозаписывающей компании BYO Records, сотрудничавшей в то время с американскими Pezz. В результате название группы пришлось сменить на Billy Talent (название предложил Бен Ковалевич), в честь одного из героев романа «Hard Core Logo» («Эмблема хардкора»).
Постепенно Billy Talent обретали всё большую популярность. Их песни стали больше похожи на панк-рок и звучали заметно агрессивней, чем предыдущие творения. В сентябре 2001 года вышел сингл "Try Honesty", способствовавший успеху группы — на неё обратили внимание не только слушатели, но и крупные звукозаписывающие компании Канады. В результате чего музыканты подписали контракт с Atlantic Records и Warner Music, а осенью 2003 года вышел альбом с незамысловатым названием Billy Talent. Музыканты записали ряд успешных синглов — вслед за «Try Honesty» появились не менее успешные «The Ex», «River Below» и «Nothing To Lose». В 2004 и 2005 годах группа гастролировала по городам Канады, Америки и Европы. В июне 2006 года альбом Billy Talent в Канаде приобрёл статус трижды платинового, однако в Соединённых Штатах большого успеха не возымел.
27 июня 2006 года в продаже появился очередной альбом — Billy Talent II. Он имел грандиозный успех: за неделю было распродано 48 тыс. экземпляров, и релиз поднялся на вершины чартов. Вскоре он стал дважды платиновым. Самыми хитовыми оказались треки, «Devil In A Midnight Mass» и «Red Flag». Альбом выделяется философским идеями и уникальным звучанием, сочетая в себе мощные элементы хардкора и зажигательные поп-панк треки.
В 2007 году Billy Talent провели тур по Австралии. Летом следующего года группа посетила Россию, где выступила в клубе «Точка» (Москва). Летом 2009 года Billy Talent провели тур по Северной Америке вместе с такими группами, как Rise Against и Rancid. 14 июля 2009 года группа выпустила свой третий альбом Billy Talent III.
10 октября 2011 года было объявлено о начале записи нового альбома. 11 сентября 2012 года состоялся официальный релиз альбома Dead Silence, работа над которым длилась с 28 ноября 2011 года. В студийный альбом вошли 14 композиций: «Lonely Road to Absolution», «Viking Death March», «Surprise Surprise», «Runnin' Across the Tracks», «Man Alive!», «Dead Silence» и др. Обложку релиза создал художник Кен Тейлор.
Первый сингл новоиспеченного альбома Billy Talent — «Viking Death March», выпущенный 25 мая 2012 года, — уже успел занять 3-е место в канадском альтернатива/рок чарте. «Отличный бэк-вокал, небольшие паузы, яркие акценты — всё это придает песне необычайной насыщенности и слегка агрессивной панковости», — говорят о нём критики.
22 ноября 2012 года Billy Talent посетили Санкт-Петербург в рамках презентации своего нового релиза, 23 ноября — Москву, а 25-го — Киев.
9 мая 2015 года группа объявила, что они были в студии в течение последних нескольких месяцев и работали над новым альбомом. Они также объявили, что альбом будет выпущен в 2016 году. Группа начала запись нового альбома 4 января 2016 года, планируя выпустить его в течение лета.
15 января 2016 года Аарон Соловонюк объявил через официальный канал Billy Talent на YouTube, что возьмёт перерыв в группе из-за рецидива рассеянного склероза. На время перерыва Соловонюка заменяет Джордан Гастингс из группы Alexisonfire, с которым участники записали новую пластинку, сам же Аарон делал фотографии процесса записи альбома со студии.
12 мая 2016 года группа объявила, что их новый альбом Afraid of Heights выйдет 29 июля 2016 года. В тот же день (12 мая) вышел одноимённый сингл с нового альбома.
16 июля 2016 года Billy Talent выступили у Guns N' Roses на разогреве в Rogers Centre.
Аарон присоединился к группе на концерте 27 февраля 2017 года в Air Canada Centre в Торонто, чтобы исполнить две песни. К группе также присоединился Джереми Видерман из Monster Truck, с которым Billy Talent исполнили кавер на песню Nautical Disaster группы The Tragically Hip, который был посвящён её солисту Гордону Дауни.

## Состав
- Бенджамин Ковалевич — вокал (1993 — настоящее время)
- Джонатан Гэллант — бас-гитара/бэк-вокал (1993 — настоящее время)
- Иэн Ди’Сэй — гитара/бэк-вокал (1993 — настоящее время)
- Аарон Соловонюк — ударные (1993 — настоящее время, на паузе с 2016 — настоящее время)

### Сессионные / Концертные музыканты
- Джордан Гастингс — ударные, перкуссия (2016 — настоящее время)

## Дискография
Студийные альбомы как Pezz
- Watoosh! (1999)

Студийные альбомы как Billy Talent
- Billy Talent (2003)
- Billy Talent II (2006)
- Billy Talent III (2009)
- Dead Silence (2012)
- Afraid of Heights (2016)
- Crisis of Faith (2022)